# Nuñomoral
Nuñomoral là một đô thị trong tỉnh Cáceres, cộng đồng tự trị Extremadura Tây Ban Nha. Đô thị này có diện tích là 95 ki-lô-mét vuông, dân số năm 2007 là 1435 người với mật độ 15,11 người/km². Đô thị này có cự ly 128 km so với tỉnh lỵ Cáceres.